# Carina (constelação)
Carina (Car) ou  Quilha é uma constelação do hemisfério celestial sul. O genitivo, usado para formar nomes de estrelas, é Carinae.
As constelações vizinhas são Centaurus, Vela, Puppis, Pictor, Volans, Chamaeleon e Musca.
Sua estrela mais brilhante é Canopus. Na bandeira nacional do Brasil, representa o estado de Goiás.

## História
Carina foi parte da constelação Argo Navis, o navio de Jasão e os Argonautas que procuravam o Velocino de Ouro. A constelação Argo Navis provém da Grécia Antiga, entretanto, Nicolas Louis de Lacaille a dividiu em três menores no ano de 1763 dando origem a Carina, que representa a quilha.
Mesmo com esta divisão, Laicalle manteve as designações de Bayer. Portanto Carina tem as estrelas α, β e ε, Vela tem γ e δ, Puppis tem ζ, e assim por diante.

## Estrelas

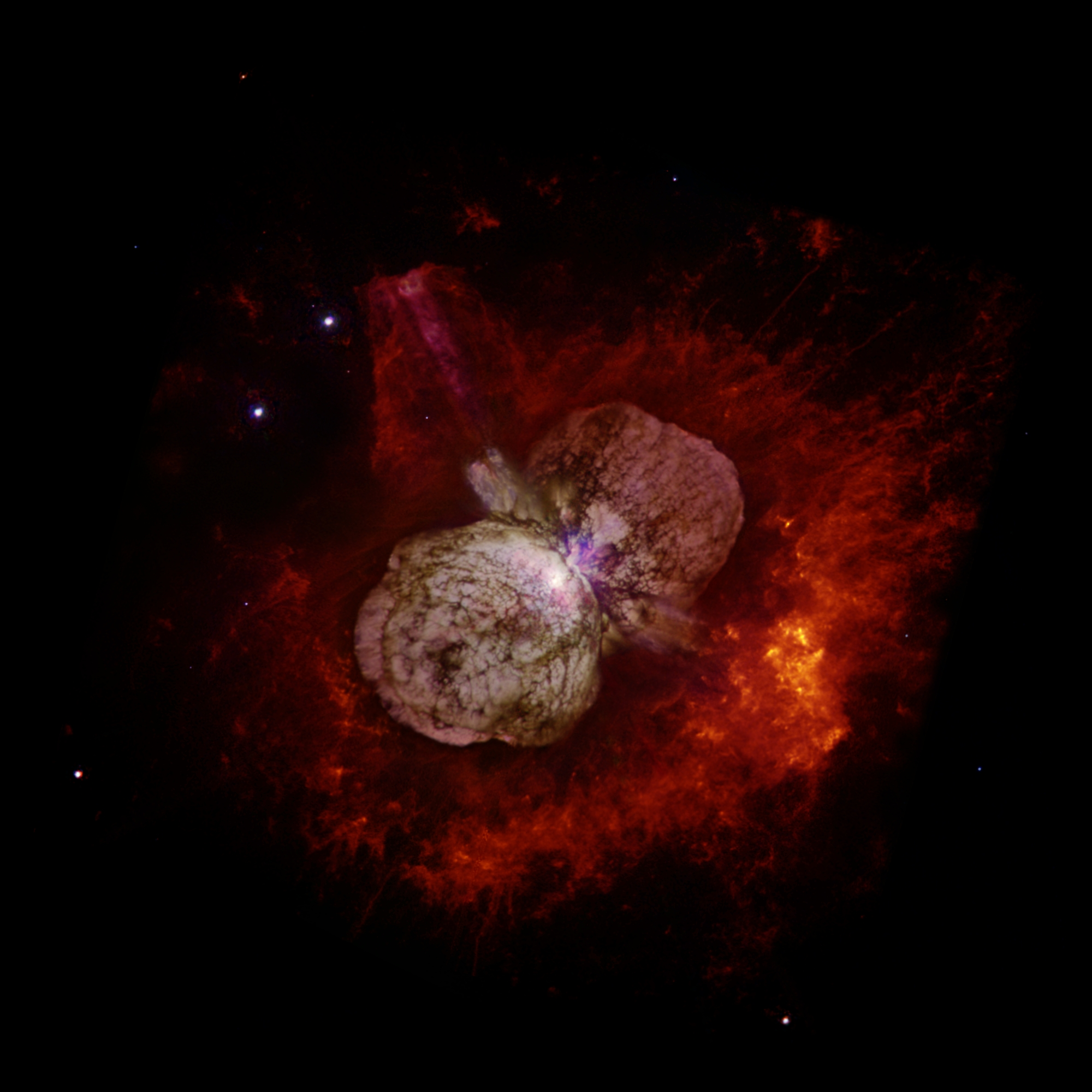
Imagem da estrela Eta Carinae tirada pelo Telescópio espacial Hubble

Carina contém a estrela Canopus, uma supergigante de tons brancos que é a segunda estrela mais brilhante do céu noturno com magnitude -0,72, distante 313 anos-luz da Terra. É também uma estrela variável que varia por aproximadamente 0,1 magnitudes. Seu nome tradicional provém da mitologia grega. Canopus era um navegador de Menelau, rei de Esparta. Na bandeira do Brasil esta estrela representa o estado de Goiás.
Há várias outras estrelas acima da magnitude 3 em Carina. Beta Carinae, tradicionalmente chamada Miaplacidus, é uma estrela de tons azuis e brancos de magnitude 1,7, distante 111 anos-luz da Terra. Epsilon Carinae é uma estrela gigante de tons alaranjados com brilho similar a Miaplacidus com magnitude 1,9, distante 630 anos-luz da Terra. Theta Carinae é um membro proeminente do aglomerado IC 2602. Iota Carinae é uma estrela supergigante em tons brancos de magnitude 2,2, distante 690 anos-luz da Terra.